# Langtauferer Spitze
Die Langtauferer Spitze  ist ein 3528 m ü. A. hoher Gipfel im Weißkamm in den Ötztaler Alpen. Der Gipfel liegt an der Grenze zwischen Tirol (Österreich) und Südtirol (Italien). Mit der südwestlich in einer Entfernung von etwas mehr als 1,5 Kilometern gelegenen Weißkugel ist die Langtauferer Spitze durch einen Firngrat verbunden, dessen tiefster Einschnitt das Weißkugeljoch ist. Der Gipfel zeigt nach allen Seiten steile Gletscherflanken. Östlich liegt der Langtauferer Ferner, südlich der obere Hintereisferner und nordwestlich der Langtauferer-Joch-Ferner, ein Tributärgletscher des Hintereisferners. Alle Anstiege erfordern Eiserfahrung.
Eine Wetterstation steht in 3026 m Höhe auf dem zum Hintereisferner herunterziehendem Ostgrat.

## Anstiegsmöglichkeiten
Der einfachste Anstieg erfolgt über das Langtauferer Joch, das nordöstlich des Gipfels liegt. Dorthin gelangt man vom Hochjochhospiz im Rofental, von der Weißkugelhütte im Langtauferer Tal oder vom Brandenburger Haus. Vom Joch führt der Anstieg zunächst über den felsigen Nordgrat auf eine Firnschulter, die etwa auf halber Höhe liegt. Von dort quert man südwärts über den Langtauferer-Joch-Ferner gegen den Ostgrat. Auf dessen Firnschneide gelangt man zum Gipfel. Von der Weißkugelhütte und vom Brandenburger Haus sind für diesen Anstieg etwa vier Stunden, vom Hochjochjospiz etwa fünf Stunden einzuplanen. Alternativ kann auch der obere Teil des Nordgrats begangen werden. Dieser ist allerdings je nach Verhältnissen im oberen Teil schwierig.